# Destructoid
Destructoid (abbreviato Dtoid) è un blog di videogiochi. Creato nel 2006 da Yanier Gonzalez, ha ricevuto diversi Webby Award.
La mascotte del sito è Mr. Destructoid, apparsa in diversi videogiochi tra cui Bomberman Ultra, Raskulls e Retro City Rampage.